# Наццари, Амедео
Амедео Наццари (итал. Amedeo Nazzari; настоящее имя при рождении Амедео Буффа, Amedeo Buffa; 10 декабря 1907, Кальяри, Сардиния, Королевство Италия — 5 ноября 1979, Рим, Италия) — итальянский актёр театра и кино. Лауреат Премии «Серебряная лента» за лучшую мужскую роль (1946—1947). Лауреат национальной кинопремии «Давид ди Донателло» (1979). Звезда итальянского кино в 1940-х — 1950-х годах

## Биография
Наццари был одним из ведущих представителей классического итальянского кино, часто считавшейся местным вариантом австралийско-американской звезды Эррола Флинна. Хотя он стал звездой во время, когда в Италии правили фашисты, популярность Наццари продолжалась и в послевоенные годы.
Карьеру в кино начал в 1935 году. Дебютировал в фильме «Ginevra degli Almieri». Его первая экранная роль состоялась в фильме «Кавалерия» (1936), продолжил в киноленте «Братьями Кастильони» (1937). Его прорыв произошёл в 1938 году после роли в фильме «Лучано Серра, пилот» (1938), где он сыграл ветерана Первой мировой войны, который возвращается, чтобы сражаться за Италию во время Абиссинской войны.
Наццари был превращён в кумира публики, стал самой доходной кинозвездой итальянского кино. После фильма «Лучано Серра, пилот» Бенито Муссолини предложил Наццари вступить в фашистскую партию, но он отказался, сказав: «Спасибо, дуче! Я бы предпочёл не заниматься политикой, поскольку я занят более насущными художественными обязательствами».
За свою карьеру снялся в 128 фильмах.

## Избранная фильмография
- 1936 — Кавалерия — Умберто Соларо

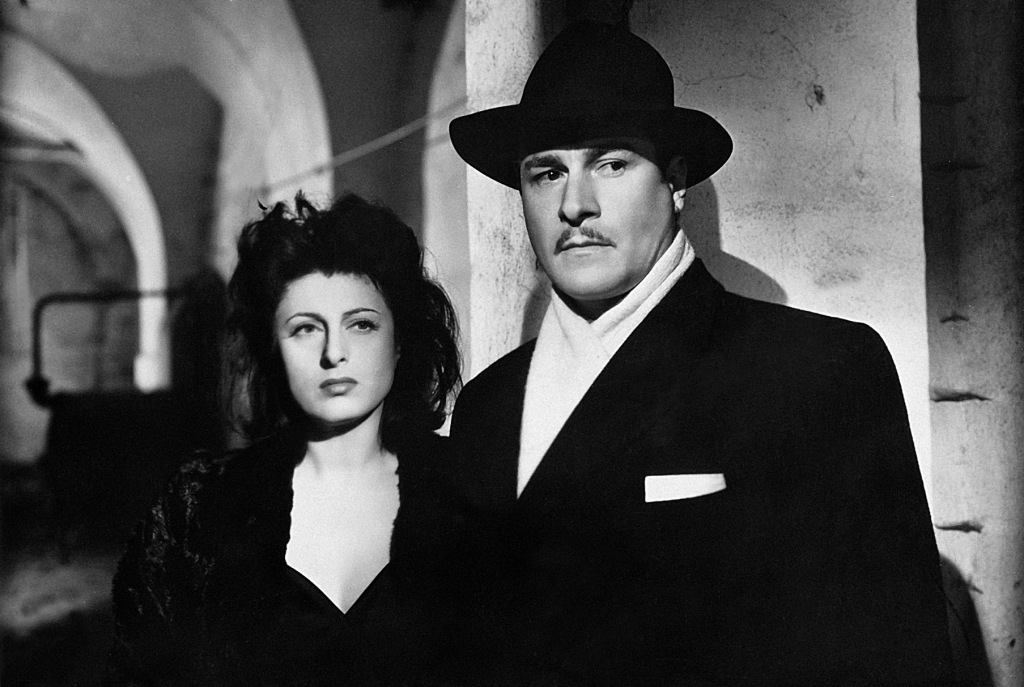
Амедео Наццари и Анна Маньяни. Кадр из фильма Бандит

- 1942 — Федора — Лорис Ипанов / Иван Петрович
- 1942 — Бенгази — Филиппо Коллеони
- 1942 — Святая Мария — Паоло Вронский
- 1943 — Гарлем — Амедео Росси
- 1946 — Бандит — Эрнесто (Премия «Серебряная лента» за лучшую мужскую роль (1946—1947)
- 1947 — Капитанская дочка — Емельян Пугачёв
- 1952 — Все мы убийцы — Доктор Детуш
- 1953 — Утраченные грёзы — Доктор Иллюминато
- 1957 — Ночи Кабирии — Альберто Ладзари
- 1958 — Голая маха / The Naked Maja — премьер-министр Мануэль Годой
- 1960 — Карфаген в огне
- 1961 — Лучшие враги — майор Форнари
- 1961 — Нефертити, королева Нила / Nefertite, regina del Nilo — фараон Aменхотеп IV
- 1965 — Гаучо — Маруччелли
- 1965 — Капитанская дочка / La figlia del capitano — Емельян Пугачёв
- 1968 — Колонна — император Траян
- 1969 — Сицилийский клан — Тони Никосия
- 1972 — Бумаги Валачи — Гаэтано Рейна
- 1976 — Деррик — доктор Пинальди